# John Coquillon
Pour les articles homonymes, voir Coquillon (homonymie).
John Coquillon est un directeur de la photographie canadien (membre de la BSC), né Albert Louis Coquillon le 29 juillet 1930 à La Haye (Pays-Bas), mort en janvier 1987 dans la circonscription de Windsor and Maidenhead (Berkshire, Angleterre).

## Biographie
Né d'un père canadien installé aux Pays-Bas, John Coquillon débute au cinéma en 1946 comme deuxième assistant opérateur, sur deux films britanniques tournés aux Pinewood Studios près de Londres, sortis en 1947.
Son premier film comme chef opérateur est un documentaire américain réalisé en Afrique, sorti en 1956. Jusqu'en 1967, il participe à d'autres documentaires (canadiens) et à des films pour enfants. 
Par la suite, il contribue notamment à des films d'horreur, tels le film britannique Le Cercueil vivant de Gordon Hessler (1969, avec Vincent Price et Christopher Lee) et le film canadien L'Enfant du diable de Peter Medak (1980, avec George C. Scott et Trish Van Devere) — le second lui permet de gagner en 1980 le Prix Génie de la meilleure photographie —. 
Notons qu'il retourne filmer plusieurs fois en Afrique, où il est par exemple directeur de la photographie sur Le Dernier Safari d'Henry Hathaway (en seconde équipe, 1967, avec Stewart Granger) et Le Vent de la violence de Ralph Nelson (1975, avec Sidney Poitier et Michael Caine).
Mais il reste surtout connu pour sa collaboration avec le réalisateur Sam Peckinpah sur quatre films, Les Chiens de paille (1971, avec Dustin Hoffman et Susan George), Pat Garrett et Billy le Kid (1973, avec James Coburn et Kris Kristofferson dans les rôles-titre), Croix de fer (1977, avec James Coburn et Maximilian Schell), et enfin Osterman week-end (1983, avec Rutger Hauer et John Hurt).
Son avant-dernier film est Clockwise de Christopher Morahan (1986, avec John Cleese et Penelope Wilton). Le dernier sort en juin 1988, un an et demi après sa mort par suicide, début 1987.
John Coquillon est également directeur de la photographie à la télévision, où il travaille sur douze téléfilms diffusés entre 1976 et 1987, dont À l'Ouest, rien de nouveau de Delbert Mann (1979, avec Richard Thomas et Ernest Borgnine).
S'y ajoutent quatre séries dans les années 1980, dont Pour l'amour du risque (deux épisodes, 1983) et Magnum (deux épisodes, 1985).

## Filmographie partielle
(comme directeur de la photographie, sauf mention contraire)

### Cinéma
- 1947 : Fame Is the Spur de Roy Boulting (deuxième assistant opérateur)
- 1947 : Hungry Hill de Brian Desmond Hurst (deuxième assistant opérateur)
- 1963 : Appelez-moi chef (Call Me Bwana) de Gordon Douglas (cadreur de seconde équipe)
- 1967 : Danny the Dragon de C.M. Pennington-Richards
- 1967 : The Sky Bike de Charles Frend
- 1967 : Le Dernier Safari (The Last Safari) d'Henry Hathaway (seconde équipe)
- 1968 : Le Grand Inquisiteur (Witchfinder General) de Michael Reeves
- 1968 : La Maison ensorcelée (Curse of the Crimson Altar) de Vernon Sewell
- 1969 : Le Cercueil vivant (The Oblong Box) de Gordon Hessler
- 1970 : Les Hauts de Hurlevent (Wuthering Heights) de Robert Fuest
- 1970 : Lâchez les monstres (Scream and Scream Again) de Gordon Hessler
- 1971 : Les Chiens de paille (Straw Dogs) de Sam Peckinpah
- 1972 : Rentadick de Jim Clark
- 1972 : The Triple Echo de Michael Apted
- 1973 : Pat Garrett et Billy le Kid (Pat Garrett and Billy the Kid) de Sam Peckinpah
- 1973 : The National Health de Jack Gold
- 1975 : Le Vent de la violence (The Wilby Conspiracy) de Ralph Nelson
- 1975 : L'Enlèvement (Inside Out)
- 1976 : Echoes of a Summer de Don Taylor
- 1977 : Croix de fer (Cross of Iron) de Sam Peckinpah
- 1978 : Absolution d'Anthony Page
- 1978 : Les 39 Marches (The 39 Steps) de Don Sharp
- 1979 : Le Casse de Berkeley Square (A Nightingale Sang in Berkeley Square) de Ralph Thomas
- 1980 : Mr. Patman de John Guillermin
- 1980 : L'Enfant du diable (The Changeling) de Peter Medak
- 1980 : Le Dernier Reportage (Final Assignment) de Paul Almond
- 1981 : L'Homme de Prague (The Amateur) de Charles Jarrott
- 1983 : Osterman week-end (The Osterman Weekend) de Sam Peckinpah
- 1986 : Clockwise de Christopher Morahan

### Télévision

#### Séries télévisées
- 1983 : Pour l'amour du risque (Hart to Hart), saison 5, épisode 1 Voulez-vous m'épouser ? (Two Harts Are Better Than One) de Kevin Connor et épisode 5 Le Cauchemar de la Lady (Harts and Hounds) de Kevin Connor
- 1985 : Magnum, saison 6, épisodes 1 et 2 Déjà vu, 1re et 2e parties (Deja Vu, Parts I & II) de Russ Mayberry

#### Téléfilms
- 1976 : The Story of David de David Lowell Rich et Alex Segal
- 1978 : Les Quatre Plumes Blanches (The Four Feathers) de Don Sharp
- 1979 : À l'Ouest, rien de nouveau (All Quiet on the Western Front) de Delbert Mann
- 1983 : Praying Mantis de Jack Gold
- 1985 : Nuits secrètes II (Lace II) de William Hale
- 1986 : Hold the Dream (en) de Don Sharp
- 1986 : Le Drame de Ted Kennedy junior (The Ted Kennedy Jr. Story) de Delbert Mann
- 1987 : Independence de John Tiffin Patterson
- 1987 : Mandela de Philip Saville

## Récompense
- 1980 : Prix Génie de la meilleure photographie, pour L'Enfant du diable.